# Julio César Ribas
Julio César Ribas Vlacovich, beter bekend onder de naam Gladiador, (Rivera, 8 januari 1957), is een voormalig Uruguayaans voetballer en huidig voetbaltrainer. Sinds 2018 is hij trainer van het nationale elftal van Gibraltar. Ribas is de vader van profvoetballer Sebastián Ribas.

## Carrière als speler
Ribas speelde meer dan 500 officiële wedstrijden als verdedigende middenvelder. Hij begon op zeventienjarig leeftijd bij Club Atlético Bella Vista. Tijdens het seizoen 1975-1976 speelde de ploeg in de Primera B. Van 1977-1979 stapte hij over naar Club Nacional de Football uit Montevideo. Deze ploeg speelde op het hoogste niveau, de Primera División (Uruguay). In 1980 stapte hij over naar een concurrent uit Montevideo, Liverpool FC. Deze ploeg kwam destijds uit in de Segunda División (Uruguay).
In 1981 stapte hij over naar het Argentijnse voetbal. Hij tekende een contract bij Club de Gimnasia y Esgrima de La Plata. Hij speelde 27 competitiewedstrijden in de Primera B.
In 1982 keerde hij terug naar zijn vaderland. Hij ging aan de slag bij Institución Atlética Sud América, zijn derde ploeg uit de hoofdstad Montevideo.
Een jaar later, in 1983, vond hij opnieuw onderdak in de Primera División (Uruguay), ditmaal bij Defensor Sporting Club, zijn vierde ploeg uit de hoofdstad.
Ook zijn volgende club kwam uit dezelfde stad en speelde in dezelfde competitie. Hij tekende namelijk in 1985 voor CA River Plate.
In 1986 keerde hij terug bij de ploeg waar hij zijn carrière was begonnen: Club Atlético Bella Vista.
Tijdens het seizoen 1986-1987 keerde hij weer terug naar Argentinië. Deze keer was Club Social y Deportivo Textil Mandiyú zijn werkgever.
In 1987 ging hij voor de tweede keer aan de slag bij Club Nacional de Football.
Het daaropvolgende jaar, in 1988, vond hij onderdak in Costa Rica bij Club Sport Cartaginés.
In 1990 tekende hij voor de derde maal bij Club Atlético Bella Vista.
Gedurende de twee laatste jaren van zijn carrière (1991-1992) speelde hij nogmaals voor CA River Plate (Montevideo).
Op vijfendertigjarige leeftijd beëindigde hij zijn actieve professionele loopbaan na 500 officiële wedstrijden als speler.

## Carrière als trainer
Toen hij in 1993 tekende voor Institución Atlética Sud América, startte hij zijn trainerscarrière bij een van de ploegen waar hij ook als speler actief was geweest. De ploeg behaalde in 1994 het kampioenschap in de Segunda División (Uruguay). In 1995 plaatste de ploeg zich voor de Copa CONMEBOL. In de eerste ronde werd nog gewonnen van het Argentijnse Gimnasia y Esgrima de la Plata, maar in de kwartfinale werd de ploeg na het nemen van strafschoppen uitgeschakeld door het Paraguayaanse Club Atlético Colegiales.
In 1996 stapte hij over naar het Paraguayaanse Club Nacional, een ploeg uit Asunción.
In 1997 keerde hij terug naar zijn vaderland toen hij tekende voor Club Atlético Bella Vista, een ploeg uit de Segunda División (Uruguay). Hij leidde de ploeg weer naar het hoogste niveau en behaalde het daaropvolgende seizoen een derde plaats. Dit gaf hun de mogelijkheid om in het volgende seizoen, 1998-1999, deel te nemen aan de Copa Libertadores. De ploeg eindigde derde na het eveneens Uruguayaanse Club Nacional de Football en het Venezolaanse Estudiantes de Mérida FC en overleefde zo de voorronde. In de achtste finale werd het Chileense Club Deportivo Universidad Católica uitgeschakeld, waarna in de kwartfinale het Colombiaanse Deportivo Cali te sterk bleek te zijn.
In 1999 stapte hij over naar CA Peñarol. Met deze ploeg werd hij onmiddellijk landskampioen. Hij zou er nog een tweede seizoen blijven.
Na één jaar inactiviteit kwam hij in het seizoen 2002-2003 uit bij Centro Atlético Fénix, nog een andere ploeg uit Montevideo.
Tijdens het seizoen 2003-2004 stapte hij over naar weer een andere ploeg uit Montevideo: Liverpool FC.
Tijdens het seizoen 2004-2005 zou hij een overstap doen naar het Italiaanse SSC Venezia. De ploeg eindigde op de eenentwintigste plaats in de Serie B en kon daardoor het behoud niet verzekeren. Door financiële problemen zou de ploeg ook failliet verklaard worden.
Na één jaar inactiviteit zou hij tijdens het seizoen 2006-2007 terugkeren naar Uruguay, bij Juventud de Las Piedras.
Tijdens 2008 zou hij voor een korte tijd het Omaans voetbalelftal onder zijn hoede nemen.
In 2009 keerde hij terug bij CA Peñarol en had hij ook Club Deportivo Maldonado onder zijn hoede.
Tijdens twee seizoenen in de periode 2010-2012 zou hij Club Atlético Bella Vista begeleiden.
Voor het seizoen 2014-2015 verhuisde hij voor de tweede keer naar Europa. De “Gladiator” tekende een tweejarig contract bij FC Cartagena, een ploeg uit de Segunda División B. Daar verving hij Luis García Tevenet, die na een succesvol seizoen naar SD Huesca vertrok. Het bleek al snel dat hij ondanks zijn lange ervaring niet over de nodige trainersdiploma's beschikte. Een andere welbekende voetballer, Zinédine Zidane, kende dezelfde problemen bij Real Madrid Castilla. Daarom werd geopteerd om Simón Ruiz aan te stellen als trainer en de Gladiator werd technisch directeur. Bovendien werd zijn contract verlengd tot 2018. Toen de ploeg na 17 wedstrijden slechts 3 keer had gewonnen en 11 keer aftikte met een gelijkspel, werd Simón Ruiz vervangen door Manuel Palomeque, de toenmalige trainer van B-ploeg CD El Algar.
In april 2016 tekende hij een contract bij Lincoln Red Imps FC, de recordkampioen van de hoogste voetbalklasse van Gibraltar. De ploeg speelde onder zijn leiding vijf wedstrijden, die ze allemaal wonnen met een doelpuntensaldo van 33 tegen 1. Dankzij deze prestatie werden ze kampioen van de Premier Division. In de heenwedstrijd van de tweede voorronde van de UEFA Champions League 2016-2017 werd verrassend met 1-0 gewonnen van het Schotse Celtic. In de return wonnen de Schotten echter met 3-0 en zodoende werd Lincoln Red Imps uitgeschakeld.